# Бакали (Саркандський район)
Бакали́ (каз. Бақалы) — село у складі Саркандського району Жетисуської області Казахстану. Адміністративний центр Бакалинського сільського округу.
Населення — 1117 осіб (2021; 1149 у 2009, 1399 у 1999, 1804 у 1989).